# Pont de Spina-Cavallu

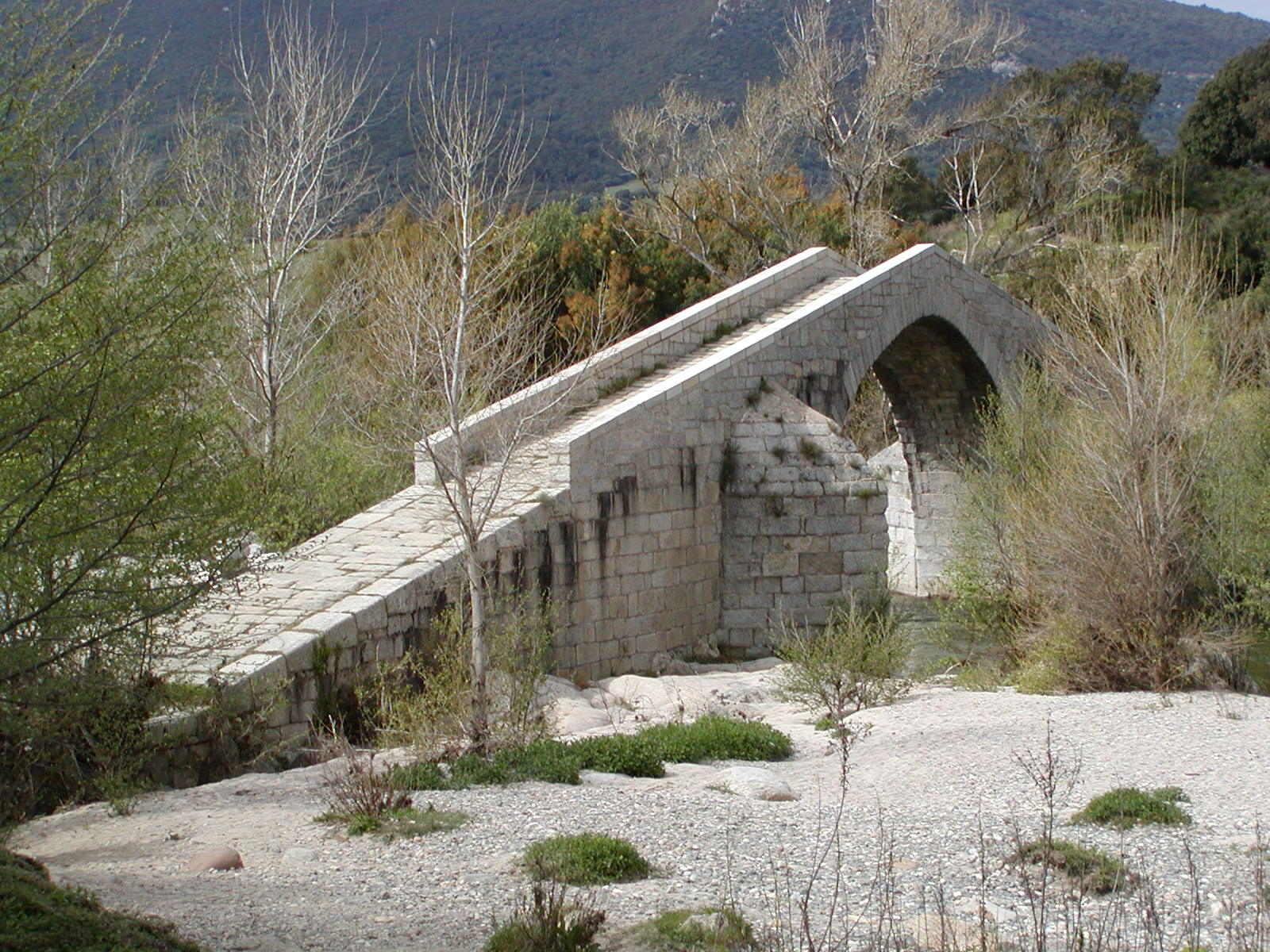
Le Pont de Spina-Cavallu

Le pont de Spina-Cavallu (Ponti di Spin'à Cavaddu) est un pont génois en Corse, sur le Rizzanese. Il est situé dans l'Alta Rocca, entre Propiano et Sartène. 
Il mesure 64 ou 65 mètres de long et 2,60 mètres de large. Son arc en plein cintre qui s'élève à 7,7 mètres au-dessus du niveau de l'eau du Rizzanese. Les piles sont défendues par quatre becs en maçonnerie de granit gris. 
Le nom fait référence à la forme arquée du pont, qui ressemble au dos d'un cheval. C'est l'un des ponts les plus connus de Corse[réf. nécessaire]. 

## Historique
Le pont a été construit au XIIIe siècle. Le pont est souvent considéré comme un pont génois, mais en réalité il a été construit par les Pisans au XIIIe siècle. Le pont aurait été construit par l'architecte Masciu Maternato, originaire du continent italien, qui vivait à Sorbollano et aurait également construit le Campanile de Carbini. Une source mentionne une construction du XVIe siècle.
Le pont a été restauré aux XVIIIe et XIXe siècles.
Il est classé au titre des monuments historiques par arrêté du 22 octobre 1976,,.
Le pont a résisté à la crue du Rizzanese et du Fiumicicoli en 1993, bien qu'étant presque emporté. Il est restauré en 1995.

## Itinéraire
De Propiano, prendre la route nationale N196 en direction de Sartène. Tourner ensuite à gauche sur la route départementale D268, en direction de Sainte-Lucie-de-Tallano. Le pont est situé à trois kilomètres de la cansa.

## Galerie d'images

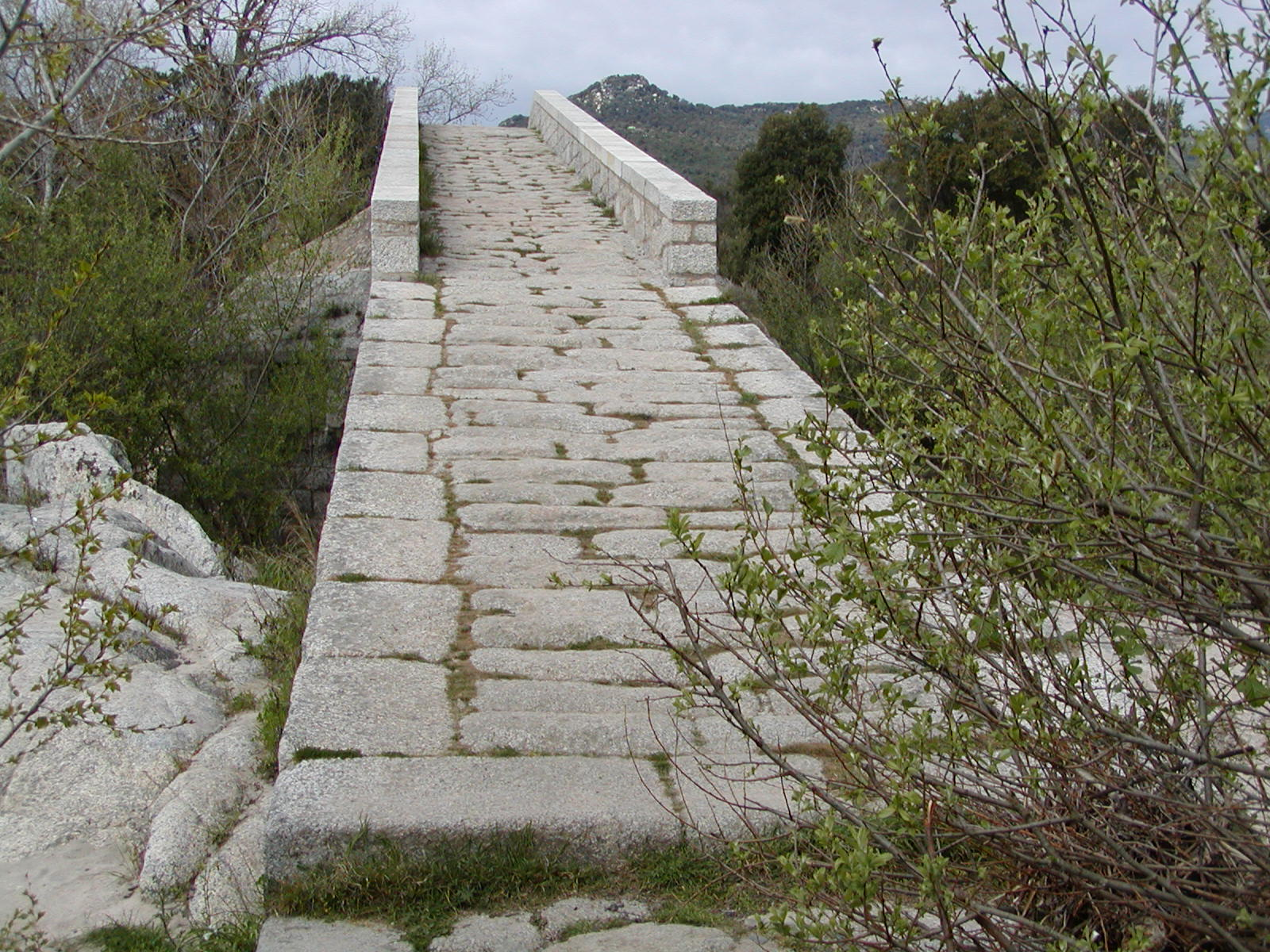
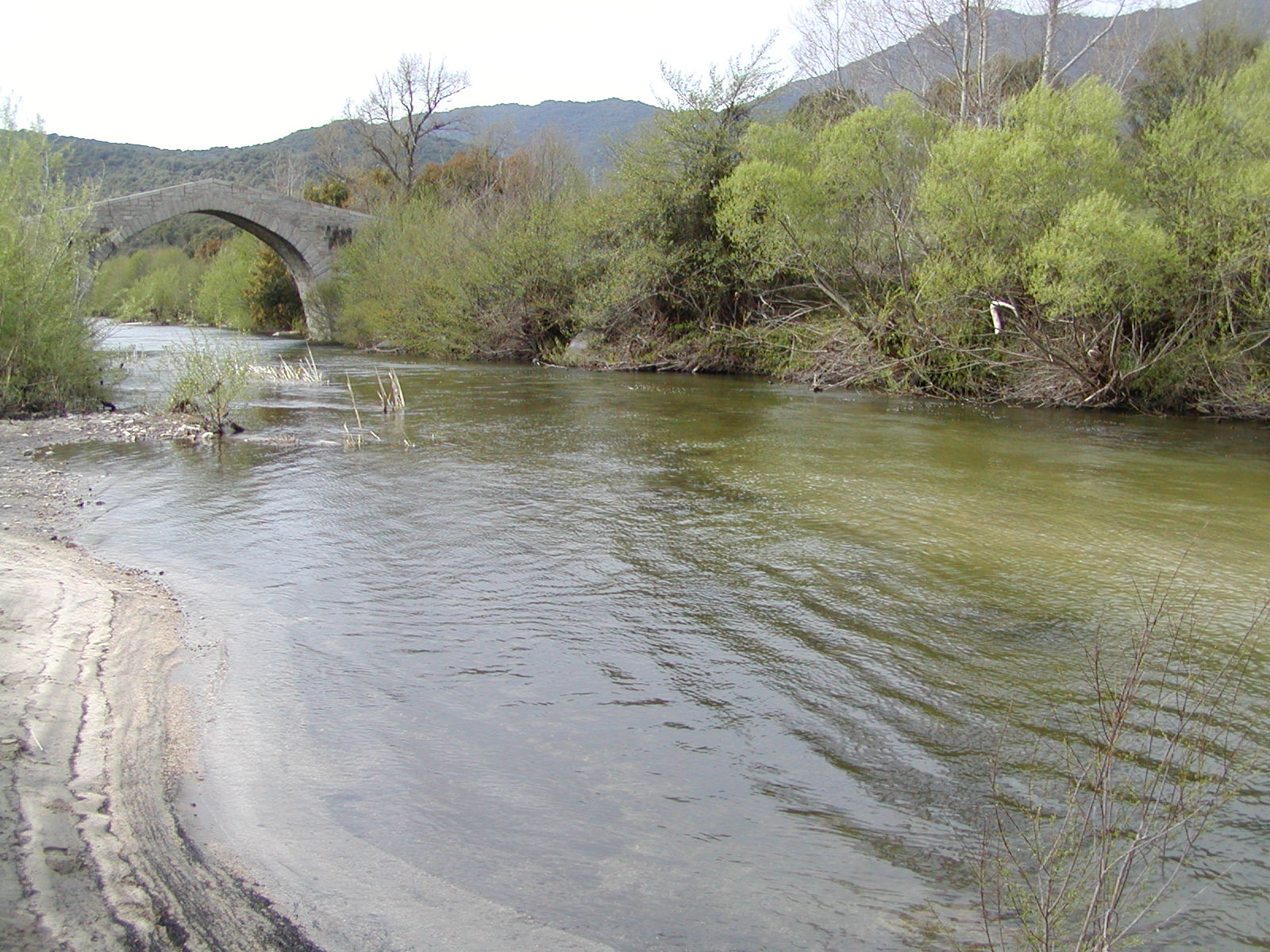
Le Rizzanese et le pont de Spina-Cavallu
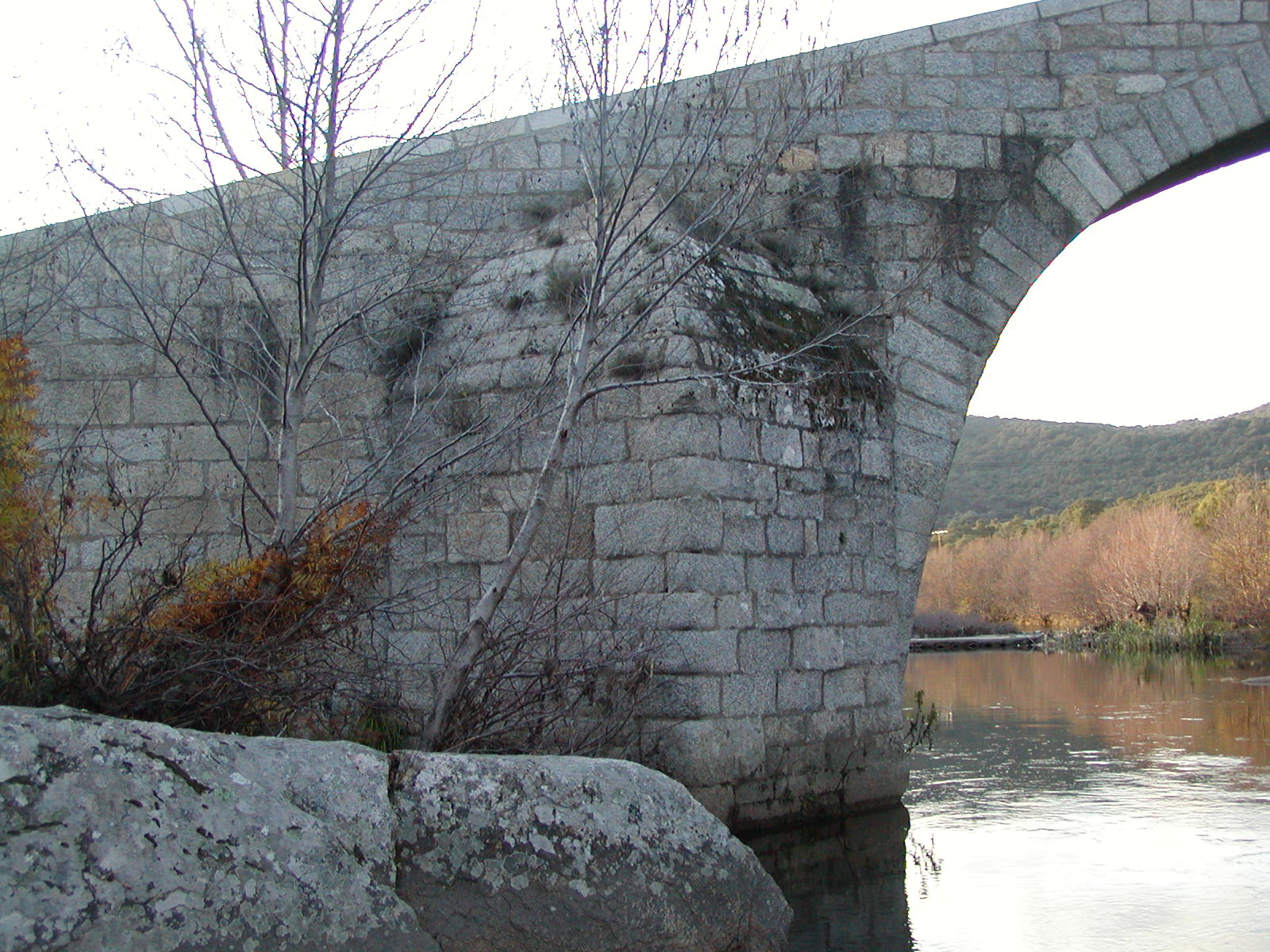
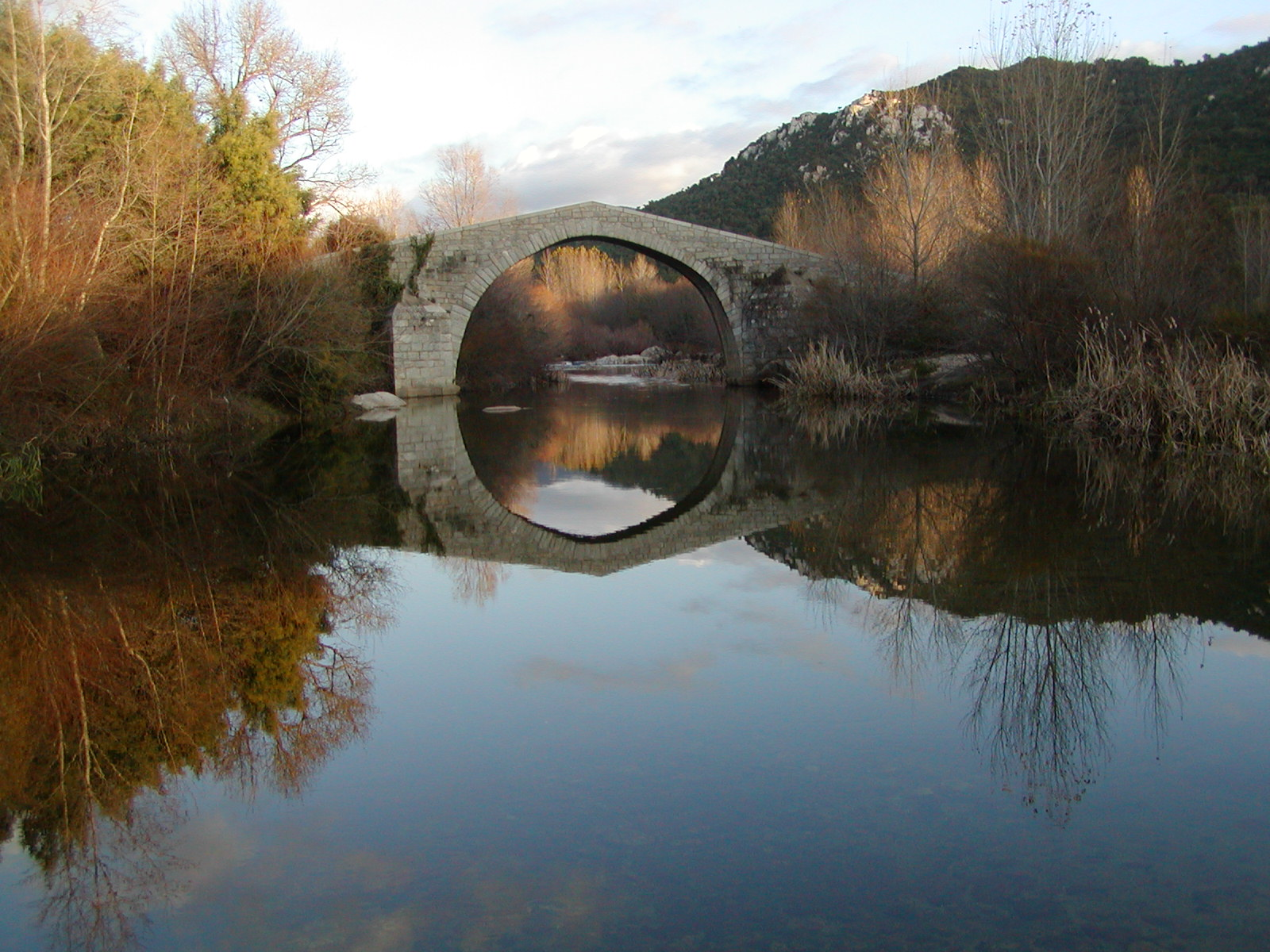
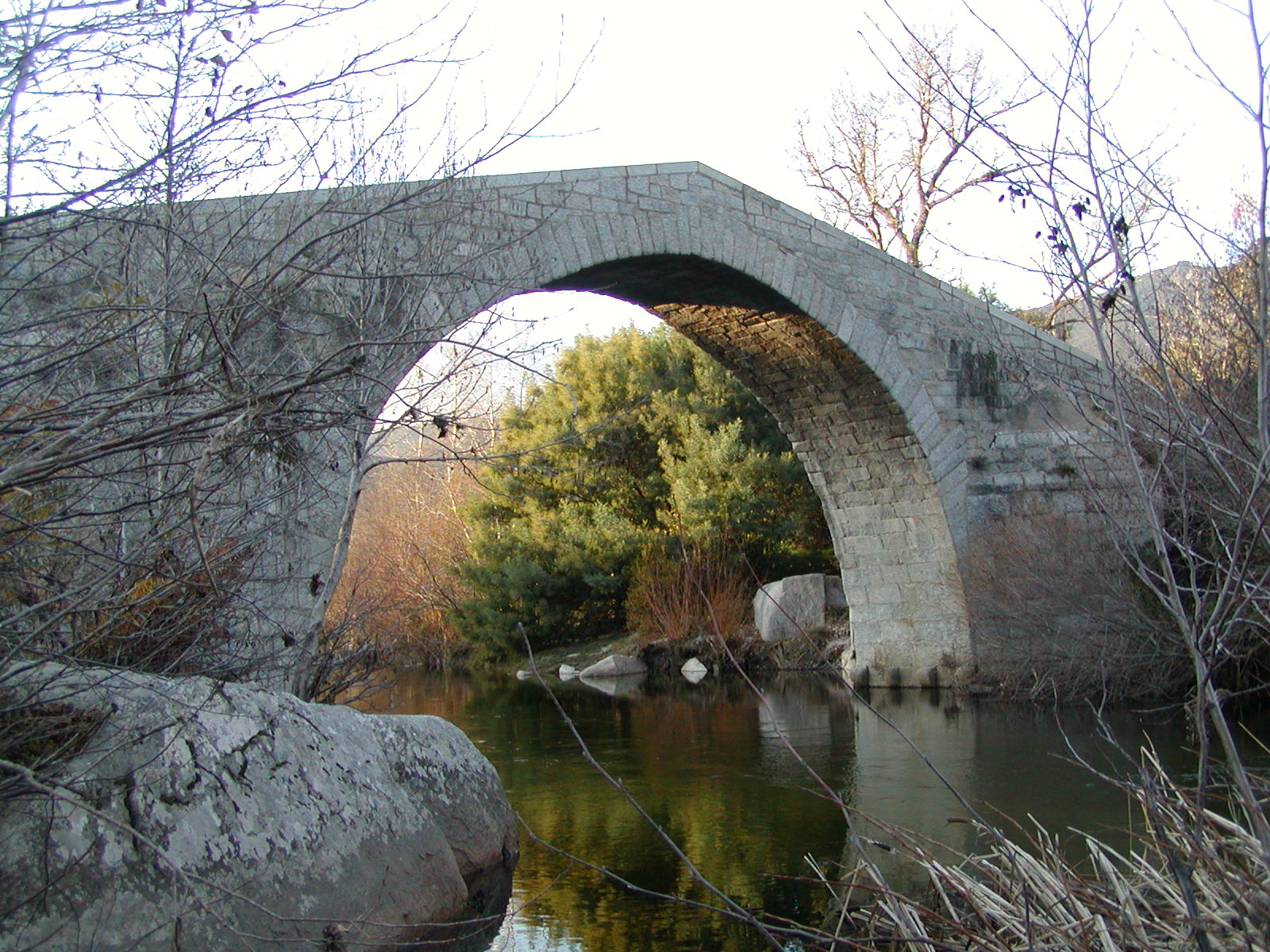